# サルバドール・イチャソ
サルバドール・イチャソ・フェルナンデス（Salvador Ichazo Fernández, 1992年1月26日 - ）は、ウルグアイ・モンテビデオ出身のサッカー選手。CAリーベル・プレート所属。ポジションはゴールキーパー。

## 経歴

### クラブ
2006年にダヌービオFCの下部組織に入団し、2012年にトップチームでデビューを果たした。2013アペルトゥーラを制し、モンテビデオ・ワンダラーズFCとの2013-14シーズンプリメーラ・ディビシオン決勝で、PK戦において3連続でセーブに成功しクラブの優勝に貢献した。
2015年1月27日、セリエAのトリノFCへ期限付き移籍。シーズン終了後に購入オプションが行使され、2015-16シーズンより完全移籍した。2016年8月31日、セリエBのFCバーリ1908にローンで加入することが発表された。

## タイトル
ダヌービオ
- プリメーラ・ディビシオン : 2013-14